# Пайков, Николай Николаевич
Пайков Николай Николаевич (14 мая 1951 г., Самарканд — 14 сентября 2010 г., Ярославль) — ведущий некрасовед, кандидат филологических наук, с 2010 года — первый заведующий кафедрой общей и прикладной филологии Ярославского государственного университета им. П. Г. Демидова.

## Биография
Родился 14 мая 1951 года в Самарканде, где служил его отец, Николай Николаевич, боевой лётчик. Но уже через год семья Пайковых переехала в Ярославль, на родину матери, Антонины Александровны. К тому времени отца репрессировали. Поселились с матерью в коммуналке на улице Победы. Антонину Александровну, как жену врага народа, на работу почти не брали. Мечтавшая быть библиотекарем, она всю жизнь проработала на ликёро-водочном заводе. А Николай учился в школе № 37, а также закончил специализированную школу при Союзе художников.
После школы в 1968 году Николай поступил в педагогический институт на историко-филологический факультет, хотя собирался стать не учителем, а журналистом. После учёбы в институте, который он окончил с красным дипломом, год отработал в средней школе села Вятского Некрасовского района. Затем служил в армии, вернувшись из которой, Пайков два года проработал в институте ПТИОМЭС и несколько месяцев в школе № 39. В декабре 1976 года, уже будучи женатым, он вернулся в свой родной Ярославский педуниверситет им. К. Д. Ушинского ассистентом-почасовиком на кафедру литературы. Через четыре года он поступил на очное отделение аспирантуры Ленинградского государственного пединститута имени Герцена. Жил в общежитии, подрабатывал ночным сторожем. Героем его диссертации стал Н. А. Некрасов и ранний период его творчества. Выбор был не случайным — Пайков увлёкся Некрасовым еще в годы учёбы в ярославском педуниверситете. К моменту завершения учёбы диссертация была не закончена. Защитился Пайков лишь в 1986 году.
Особое место занимал в жизни Пайкова Николай Алексеевич Некрасов. Великому русскому поэту он посвятил немало материалов, опубликованных как в местной, так и в общероссийской печати. Помимо музея-усадьбы «Карабиха» тесные связи установились у него с юношеской библиотекой имени Некрасова. В сентябре 2001 года здесь состоялась презентация его книги «Феномен Некрасова». А в октябре здесь прошла Некрасовская научная конференция, посвященная 180-летию со дня рождения Некрасова и 100-летию со дня присвоения библиотеке имени поэта. Председателем конференции был Николай Николаевич Пайков, к тому времени возглавлявший региональный центр некрасоведческих исследований.
С тех пор ежегодно в октябре здесь стали проводиться некрасовские чтения, названные Пайковым «Некрасовское наследие юношеству». Он стал и инициатором издания сборника материалов этих чтений. Вечерами в свободное от основной работы время Николай Николаевич приходил в библиотеку, садился за компьютер и набирал тексты докладов, затем сам вычитывал гранки книги. На своих руках он чаще всего и приносил сюда связки готовых сборников. По материалам V и VI Некрасовских чтений был издан сборник, редактором которого стал Пайков. В этот сборник вошёл и его доклад «Николай Некрасов: долгое возвращение на родину», и три его совместных с учениками работы. Эта книга стала прощальным напутствием учёного-некрасоведа молодому поколению читателей).
Скончался от сердечного приступа 14 сентября 2010 года через две недели после перехода на работу в ЯрГУ им. П. Г. Демидова.

## Труды
- Феномен Некрасова: избранные статьи о личности и творчестве поэта, 2000.
- Творческая личность, самосознание художника и творческая индивидуальность Н. А. Некрасова: монография. — М.: Согласие, 2022. — 399 с.